# Adelomyrmex
Adelomyrmex é um gênero de insetos, pertencente a família Formicidae.

## Espécies
- Adelomyrmex betoi
- Adelomyrmex biroi
- Adelomyrmex brenesi
- Adelomyrmex brevispinosus
- Adelomyrmex foveolatus
- Adelomyrmex hirsutus
- Adelomyrmex laevigatus
- Adelomyrmex longinoi
- Adelomyrmex mackayi
- Adelomyrmex micans
- Adelomyrmex microps
- Adelomyrmex minimus
- Adelomyrmex myops
- Adelomyrmex robustus
- Adelomyrmex samoanus
- Adelomyrmex silvestrii
- Adelomyrmex tristani